# 오즈, 덴오, 올라이더: 렛츠 고 가면라이더
오즈, 덴오, 올라이더: 렛츠 고 가면라이더(일본어: オーズ・電王・オールライダー レッツゴー仮面ライダー 오즈·덴오우·오루라이다 렛츠고 카멘라이다[*])는 가면라이더 시리즈 40주년 및 토에이 설립 60주년 기념 영화로, 2011년 4월 1일 일본에서 개봉한다. 캐치프라이즈는 "세계여, 이것이 일본의 영웅이다!"(일본어: 世界よ、これが日本のヒーローだ! 세카이요, 코레가 닛폰노 히로다![*])이다. 《가면라이더》, 《가면라이더 덴오》, 《가면라이더 OOO》를 바탕으로 하며, 가면라이더 1호, 덴오, 오즈(OOO)가 주요 등장 인물로 등장한다. "렛츠 고 가면라이더"라는 제목은 《가면라이더》의 주제가로 주연 후지오카 히로시가 불렀던 "렛츠 고 가면라이더"(Let's Go Kamen Rider)에서 유래했다. 또한 이 작품에는 이시노모리 쇼타로가 만들었던 다른 히어로인 키카이더, 키카이더 01, 이나즈맨, 쾌걸 즈밧트와 《비밀전대 고레인저》의 아카레인저도 등장한다.

## 스토리
돌연 나타난 이매진과 격투를 벌이던 오즈 (OOO)는 이매진이 계약자의 기억을 이용해 과거로 도망치자, 어디선가 나타난 덴라이너에 앙크와 함께 타게 된다. 1971년 11월 11일에 도착한 노가미 코타로와 덴오의 동료 이매진들은 이매진을 쓰러뜨리지만, 이매진과의 싸움 중 일어난 폭발의 여파로, 덴라이너에 타고 있었던 앙크가 셀 메달 1개를 떨어뜨린다. 그리고, 지나가던 쇼커 전투원이 떨어진 셀 메달 1개를 줍게 된다.
다시 2011년 4월 1일로 돌아온 오즈와 코타로 일행은 쇼커가 지배하고 있는 "1호의 세계"(일본어: １号の世界 이치고노 세카이[*])에서 모든 라이더들과 힘을 합쳐 쇼커와 맞서게 된다.

## 캐스트
- 히노 에이지 - 와타나베 슈
- 앙크·이즈미 신고 - 미우라 료스케
- 히다리 쇼타로 - 키리야마 렌
- 필립 - 스다 마사키
- 이즈미 히나 - 타카다 리호
- 노가미 코타로 - 사쿠라다 도리
- 미츠루 - 이마이 유우키[7]
- 나오키 - 요시카와 후미키[7]
- 나오미 - 아키야마 리나
- 놋코 - 츠네마츠 유리[7]
- 시게루 - 하야시 로이(일본어: 林 遼威)[7]
- 블랙 장군 - 후쿠모토 세이조[7]
- 오너 - 이시마루 켄지로
- 흰 옷의 사나이 - 사사키 이사오

- 모모타로스의 목소리 - 세키 토시히코
- 우라타로스의 목소리 - 유사 코지
- 킨타로스의 목소리 - 테라소마 마사키
- 류타로스의 목소리 - 스즈무라 켄이치
- 테디의 목소리 - 오노 다이스케
- 가면라이더 1호의 목소리 - 후지오카 히로시[8]
- 가면라이더 2호의 목소리 - 사사키 타케시[8]
- 가면라이더 V3의 목소리 - 미야우치 히로시[8]
- 아카레인저의 목소리 - 마코토 나오야

- 쇼커 수령의 목소리 - 나야 고로
- 제네럴 쉐도우의 목소리 - 시바타 히데카츠[7]
- 대신관 다롬의 목소리 - 이이즈카 쇼조
- 자크 장군의 목소리 - 카토 세이조
- 쇼커 그리드의 목소리 - 이시카와 히데오[7]

- 오 스캐너 음성 - 쿠시다 아키라
- 버스 드라이버·버스 버스터 음성 - 나카타 죠지(나카타 죠지)
- 가이아 메모리 음성/나레이션 - 타치키 후미히코

## 주제가
- "렛츠 고 라이더 킥 2011"[9]